# شرنت (نهر)
شَرَنت أو شارنت (بالفرنسية:  تُنطق [اسمع في هذا المتصفح]Charente)‏ هو نهر فرنسي طوله 381 كلم. منبعه في وسط فرنسا ويصب في المحيط الأطلسي.

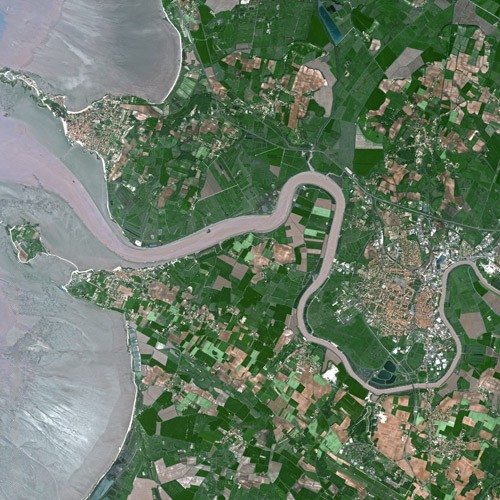
مصب شارنت في المحيط الأطلسي

مساره كليا في فرنسا. منبع الشارنت في إقليم فيين العليا في منطقة ليموزان في جنوب غرب جبال الكتلة الوسطى بارتفاع 295 متر ويصب في خليج غشكونية في المحيط الأطلسي في إقليم شَرَنت مَرِتِم في منطقة بواتو شَرَنت في غرب فرنسا وتدفقه المتوسط 49 متر مكعب كل ثانية. يتجه إلى الشمال ثم إلى الجنوب وبعد ذلك إلى الغرب. حجم مستجمعه المائي هو 9,855 كم.
يتدفق النهر تباعا خلال مدن أنغوليم وكونياك وسانتس وروشفور. نجد اسم النهر في اسم إقليمين يطلان عليه وهما شَرَنت وشَرَنت مرتم ونجده أيضا في اسم منطقة بواتو شَرَنت.

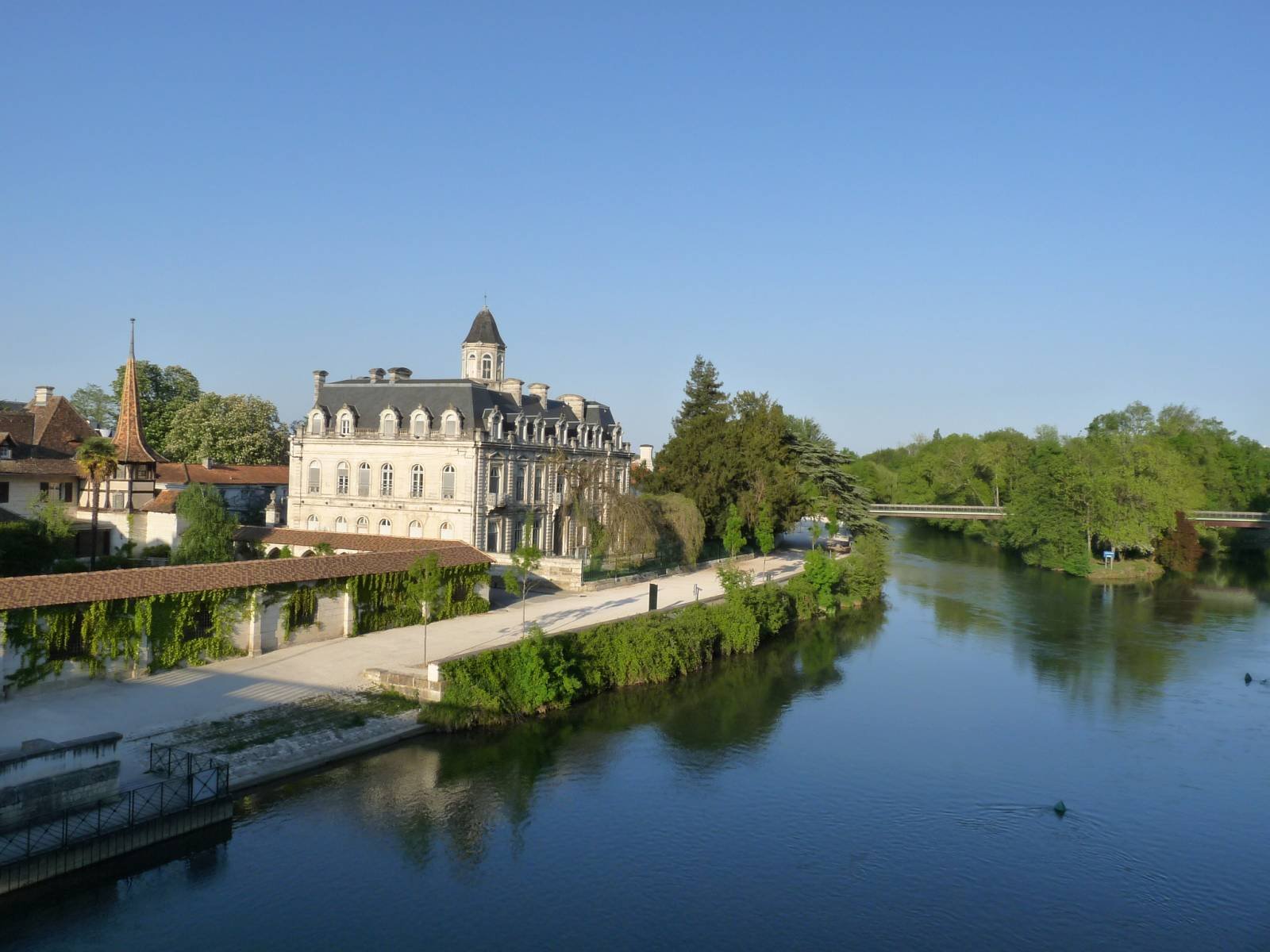
نهر شارنت في أنغوليم